# The Raid (film, 2011)
Pour les articles homonymes, voir The Raid.
Série
The Raid 2
(2014)
Pour plus de détails, voir Fiche technique et Distribution.
The Raid (titre original en indonésien Serbuan maut) est un film d'action et d'arts martiaux indonésien écrit, réalisé et monté par Gareth Evans sorti en 2012. Une suite, The Raid 2 est sortie en 2014.
Le film s'ouvre dans le quartier général de la mafia de Jakarta qui est situé dans un immeuble réputé imprenable. Il abrite un laboratoire de fabrication de drogue et chaque chambre sert de refuge aux hors-la-loi. Progressant d'étage en étage, des policiers d'élite, pour qui il s'agit de la première mission, essuient de lourdes pertes. Ils s'aperçoivent qu'ils ont été envoyés à l'abattoir sans que leur hiérarchie n'ait été mise au courant. Malgré cela, les survivants décident de terminer la mission coûte que coûte en affrontant les pires criminels qui existent, dealers, tueurs à gages mais aussi un puissant baron de la drogue.

## Synopsis
Le film s'ouvre sur l'entraînement de Rama, un policier d'élite, qui s'apprête à participer à l'assaut d'un immeuble pour arrêter Tama Riyadi, un baron de la drogue. Ce dernier a transformé le bâtiment en véritable forteresse avec caméras et micros pour surveiller tout ce qui se déroule dedans. A l'intérieur se côtoient habitants, drogués et malfrats que loge Tama en échange d'un loyer. D'autres gangs ont déjà tenté d'attaquer le lieu pour prendre le contrôle du laboratoire de drogues mais les hommes de Tama et ses deux lieutenants, Andi et Mad Dog, n'ont jamais laissé personne repartir vivant. Rama embrasse sa femme enceinte et son père, puis rejoint le Sergent Jaka et son unité.
Sur place, les policiers retrouvent le Lieutenant Wahyu qui leur explique que le seul moyen d'accomplir leur mission est de rester le plus discret possible. Grâce à Gofar, un habitant qui était sorti acheter des médicaments pour sa femme, les policiers progressent sans problème jusqu'au 6eme étage où un guetteur donne l'alerte. Tama promet un logement gratuit aux hommes qui les tueront. Wahyu, qui est un policier corrompu comme ses supérieurs, avoue à Jaka qu'il a déclenché l'assaut pour tuer Tama mais qu'il n'y aura pas de renfort car personne n'est au courant de l'opération. Débordés de toutes parts, l'escadron est décimé et les quelques survivants réussissent à se retrancher dans un appartement où Rama fait exploser une bouteille de gaz, ce qui tue une partie des assaillants. Seuls 5 policiers, séparés en 2 groupe, survivent à ce premier assaut : Rama et Bowo, blessé, d'un côté et Jaka, Wahyu et Dagu de l'autre. L'explosion ayant endommagé une des caméras, Tama envoie Andi et Mad Dog pour tuer les policiers. 
Rama et Bowo réussissent à rejoindre l'appartement de Gofar qui les cache le temps que les hommes de Mad Dog fouillent l'étage. Rama soigne Bowo puis part à la recherche des autres policiers. Après une série de combats difficiles, Rama tombe sur Andi qui s'avère être son frère dont il n'a pas de nouvelles depuis 6 ans. Andi lui promet qu'il l'aidera à partir de l'immeuble vivant mais Rama refuse de partir sans ses camarades et supplie son frère de l'accompagner. Andi ne veut pas abandonner sa vie de malfrat et laisse Rama dans un appartement le temps que la situation s'améliore. Mad Dog, de son côté, affronte Jaka en combat à mains nues et le tue pendant que Wahyu prend la fuite avec Dagu sur ses talons. Les deux lieutenants viennent effectuer leur rapport à Tama qui blesse Andi. Grâce à ses caméras, Tama a vu ce qui s'est passé entre lui et Rama. 
Les trois policiers survivants se réunissent et affrontent des dealers dans le laboratoire puis commencent à grimper les étages pour arrêter Tama, ce qui serait leur seul moyen pour repartir vivant de l'immeuble. Rama s'arrête cependant en cours de route pour porter secours à son frère, torturé par Mad Dog. Après un affrontement sanglant, Mad Dog succombe à ses blessures. Wahyu arrive jusqu'aux quartiers de Tama où il tue Dagu juste après que ce dernier ait passé les menottes au baron puis commence la descente. Tama se moque de lui et explique au lieutenant que Reza, le supérieur de Wahyu, l'a informé de l'assaut et qu'il sera tué tôt ou tard. Wahyu, paniqué, tue Tama et tente de se suicider sans succès, faute de munition. 
Andi, devenu le nouveau chef du gang, utilise son influence pour laisser Rama, Bowo et Wahyu partir de l'immeuble. Il donne également à son frère les documents qui permettront aux autorités de faire le lien entre Tama et les membres de la police. Au moment de franchir les grilles, Rama tente une dernière fois de convaincre son frère qui lui explique que si lui peut assurer sa protection, Rama ne le peut pas. Le film se termine sur les trois policiers qui partent de l'immeuble et Andi, qui retourne vers celui-ci.

## Fiche technique
- Titre original : Serbuan maut
- Titre français : The Raid
- Titre québécois : The Raid: Redemption
- Réalisation : Gareth Evans
- Scénario : Gareth Evans
- Musique : Fajar Yuskemal et Aria Prayogi (version originale) ; Joseph Trapanese et Mike Shinoda (version internationale)
- Direction artistique : Moti D.Setyanto
- Photographie : Matt Flannery et Dimas Imam Subhono
- Montage : Gareth Evans
- Chorégraphie : Iko Uwais et Yayan Ruhian
- Production : Ario Sagantoro
  - Production déléguée : Rangga Maya Barack-Evans, Nate Bolotin, Todd Brown, Irwan D. Mussry
  - Production exécutive : Daiwanne Ralie
- Sociétés de production : Pt. Merantau Films et XYZ Films
- Société de distribution : Pt. Merantau Films
- Budget : environ 1 100 000 $
- Pays de production :  Indonésie
- Langue originale : indonésien
- Format : couleur - 1.85:1   - 35 mm
- Genre : action
  - Durée : 101 minutes
  - Dates de sortie :
    - Canada : 8 septembre 2011 (festival international du film de Toronto)
    - Indonésie : 23 mars 2012
    - Canada : 6 avril 2012
    - États-Unis : 13 avril 2012
    - France : 20 juin 2012
    - Belgique : 11 juillet 2012
- Classification :
  - France : Interdit aux moins de 16 ans
  - États-Unis : R
  - Australie : Interdit aux moins de 15 ans
  - Royaume-Uni : Interdit aux moins de 18 ans

## Distribution
- Iko Uwais (VF : Rémi Bichet et VQ : Éric Bruneau) : Rama
- Doni Alamsyah (VF : Yann Guillemot) : Andi
- Yayan Ruhian (VF : Alexis Tomassian) : Mad Dog
- Ray Sahetapy (VF : Lionel Henry et VQ : Manuel Tadros ) : Tama
- Joe Taslim (en) (VF : Alexis Victor et VQ : Thiéry Dubé) : Sergent Jaka
- Pierre Gruno (VF : Nicolas Marié et VQ :François L'Écuyer) : Lieutenant Wahyu
- Tegar Satrya : Bowo
- Iang Darmawan (VQ : Frédérik Zacharek) : Gofar
- Eka Rahmadia : Dagu
- Verdi Solaiman : Budi
- Alfridus Godfred : l'homme à la machette
- R. Iman Aji : Eko
- Ananda George : Ari
- Yusuf Opilus : Alee
- Mus Danang Dnar Dono : chauffeur du camion #1
- Sunarto : chauffeur du camion #2

 Source et légende : version québécoise (VQ) sur Doublage.qc.ca

## Accueil

### Accueil critique
Le film a reçu des critiques généralement élogieuses, le site Rotten Tomatoes lui accordant une note de 84 %.

### Box-office
En date du 8 juillet 2012, le film a réussi à engranger 4 105 123 $ aux États-Unis et au Canada. En Indonésie, le film est visionné par 250 000 spectateurs lors des quatre premiers jours suivant sa sortie, un nombre impressionnant considérant que le pays ne possède que 660 salles de cinéma. En France, le film ne totalise que 182 571 entrées.

## Distinctions

### Récompenses
- Festival international du film de Toronto 2011 : prix du public
- Indiana Film Journalists Association Awards 2012 : meilleur film étranger
- Festival international du film de Dublin 2012 : meilleur film

### Nominations
- Deauville Asia 2012 : prix Action Asia